# Madonna
Madonna (rođena kao Madonna Louise Ciccone; 16. kolovoza 1958.) je američka pjevačica, tekstopisac, glumica, redateljica, plesačica i zabavljačica. Prodala je više od 300 milijuna svojih albuma u cijelom svijetu. Guinnessova knjiga rekorda ju je proglasila najuspješnijim ženskim izvođačem svih vremena. Časopis Time ju je proglasio jednom od "25 najutjecajnijih žena prošlog stoljeća" zbog njezine utjecajne uloge u suvremenoj glazbi, zbog konstantnih promjena u glazbi, izgledu i izričaju, te zbog slobode i autonomije od glazbene industrije. Kritičari su hvalili njezinu raznoliku glazbenu produkciju koja je poznata po tome što je uvijek vezala i neke kontroverze uz sebe. U javnosti je poznata i po nazivu 'Kraljica popa'.
Rođena je u Bay City, Michiganu, a 1977. seli se u New York City kako bi se bavila modernim plesom. Nakon pokušaja pjevanja u nekoliko pop grupa, 1983. godine izdaje debitantski album. Zatim je uslijedila serija albuma koja joj je donijela ogroman uspjeh i popularnost, a pomicala je granice u tekstovima pjesama u popularnoj glazbi i vlastitu predodžbu u svojim glazbenim videima, koji su se učvrstili na MTV-u. Tijekom cijele karijere, većina pjesama je dospjela na prva mjesta glazbenih ljestvica, od kojih su najprepoznatljivije "Like a Virgin", "Papa Don't Preach", "Like a Prayer", "Vogue", "Frozen", "Music", "Hung Up", i "4 Minutes".
Karijera joj je poboljšana pojavljivanjem na filmskom platnu i to 1985. godine, iako je primila raznolike komentare. Odobravanje od strane kritičara, kao i Zlatni globus za najbolju glumicu u komediji ili mjuziklu je dobila za ulogu u filmu Evita (1996.), ali za ostale uloge je primala velike kritike. Od ostalih Madonninih poduhvata, najznačajniji su da je modna dizajnerica, spisateljica knjiga za djecu, filmska redateljica i producentica. Smatra se poslovnom ženom. 1992. godine je zajedno s Time Warnerom osnovala diskografsku kuću  Maverick, a 2007. je sklopila do tada nevjerojatan ugovor vrijedan 120 milijuna $ s Live Nationom.
Prema Recording Industry Association of America (RIAA), najprodavanija je izvođačica 20. stoljeća, i druga najprodavanija izvođačica u Sjedinjenim Američkim Državama (iza Barbre Streisand), s prodanih 64,5 milijuna albuma. Časopis Billboard je Madonnu proglasio drugim, iza The Beatlesa, najuspješnijim umjetnikom na Billboard Hot 100 ljestvici, a što je čini i najuspješnijim samostalnim umjetnikom te ljestvice. Madonna je dobila svoje mjesto u Rock and Roll Hall of Fame. 2012. godine VH1 ju je proglasio "najvećim ženskim imenom glazbe".

## Životopis

### 1958. – 1981.: Djetinjstvo i početak karijere
Madonna je rođena u Bay City Michiganu, SAD, 16. kolovoza 1958. godine u 7:05. Njezin otac, Silvio Anthony Ciccone, je prva generacija talijanskih emigranata (izvorno iz Pacentro, Italija), dok je njezina majka, Madonna Louise (rođena Fortin), bila doseljenica iz francuskog dijela Kanade. Otac joj je bio zaposlen kao inženjer dizajnerstva za Chrysler i General Motors, a njezina majka je bila kućanica. Madonna je dobila nadimak "Little Nonni" jer je imala isto ime kao majka. Bila je treće od šestero djece njezinog oca iz prvog braka (Martin, Anthony, Paula, Christopher, i Melanie). Odgojena je kao rimokatolkinja. Nakon što je primila sakrament krštenja dobila je i srednje krsno ime Veronica. Odrasla je u predgrađu Detroita, danas poznato kao Rochester Hills.
Majka joj umire 1. prosinca 1963. u tridesetoj godini od raka dojke. Mjesecima prije majčine smrti, Madonna je uočila promjene u njezinom ponašanju, ali nije razumjela razloge. Gđa. Ciccone, nije više mogla objašnjavati Madonni svoje zdravstveno stanje, te bi često počinjala plakati na Madonnina pitanja, a Madonna bi je nježno zagrlila. "Sjećam se kako sam se osjećala snažnije od nje" kaže Madonna, "Bila sam tako mala, a opet sam se osjećala kao da je ona dijete." Madonna je kasnije priznala kako nije razumjela taj koncept majčinog umiranja. "Toliko toga je ostalo nedorečeno, toliko nerješenih emocija, grižnje savjesti, krivnje, gubitka, ljutnje, zbunjenosti... Vidjela sam svoju majku, onako jako lijepu kako leži kao da spava u tom lijesu. Tada sam shvatila kako joj usta izgledaju smiješno. Trebalo mi je neko vrijeme da shavtim da su bila ušivena. U tom groznom trenutku, počela sam shvaćati što sam izgubila zauvijek. Posljednja slika moje majke, ujedno i spokojna i groteskna, prati me i danas."
Madonna se okrenula svojoj baki u kako bi pronašla utjehu i neku vrstu majčinstva u njoj. Djeca Ciccone su se opirala svakoj domaćici i svakoj osobi koja bi došla u kuću kako bi zauzela mjesto njihove majke. U razgovoru za Vanity Fair, Madonna je rekla kako je sebe u mladosti doživjela kao "usamljenu djevojčicu koja je nešto tražila. Nisam bila buntovna na određen način. Stalo mi je da budem dobra u nečemu. Nisam se brijala ispod ruke i nisam se šminkala kao sve ostale normalne djevojke. Ali sam učila i imala dobre ocjene... Željela sam postati netko." Prestravljena spoznajom kako bi mogla ostati i bez oca, često nije mogla zaspati ako nije bila uz njega. Njezin se otac 1966. oženio njihovom obiteljskom domaćicom Joan Gustafson, te je dobio još dvoje djece: Jennifer i Maria Ciccone. Od tog trenutka je Madonna počela izražavati nerazjašnjeni osjećaj ljutnje prema ocu koji je potrajao desetcima godina, te je razvila svoj buntovni stav. Pohađala je katoličke osnovne škole St. Frederick i St. Andrew, te zatim West Middle School. Bila je upamćena po visokim ocjenama u školi, ali i po neobičnom ponašanju poput pravljenja zvijezda i stoja na rukama, izvođenja akrobacija na šipkama u parku, te podizanju suknje tako da bi svi vidjeli njezino donje rublje.
Odlazi u srednju školu Rochester Adams High School gdje je bila izvrstan učenik i član navijačica.  Dobiva stipendiju na Sveučilištu u Michiganu nakon završetka škole, te odlazi tamo sa željom o postanku balerine. Na nagovor učitelja baleta, Christophera Flynna, 1978. seli u New York kako bi postala plesačica. Došla je s malo novca te je radila kao konobarica u Dunkin' Donuts i počela sa školom plesa. Madonna je komentrirala svoj odlazak u New York: "To je bilo prvi puta da sam letjela avionom, prvi puta kako sam se vozila taksijem. Došla sam sa svega 35$. To je bila najhrabrija stvar koju sam napravila u životu." Počela je raditi kao plesačica za druge afirmirane izvođače. Jedne noći, nakon što se vraćala s probe, nekoliko ju je muškaraca odvuklo u malu uličicu i prijeteći joj nožem natjeralo na felacio. Madonna je kasnije komentirala kako je to bila "epizoda slabosti, te mi dokazala kako još uvijek ne mogu sve sama bez obzira na stav snažne djevojke. Nikada to nisam zaboravila." Dok je plesala na koncertnoj turneji Patricka Henandeza 1979., započinje ljubavnu avanturu s glazbenikom Dan Giloryem, a kasnije osnivaju rock sastav, Breakfast Club. Madonna je pjevala i svirala bubnjeve i gitaru. Uskoro napušta sastav i osniva drugi, Emmy, zajedno s dečkom Stephen Brayom. Zajedno su pisali dance-pop pjesme koje su privukle pozornost Marka Kaminsa koji je bio DJ i glazbeni producent. On je bio oduševljen Madonninim demosnimkama, te je upoznaje s čelnim ljudima Sire Recordsa.

### 1982. – 1985.:Madonna,Like a Virgini brak sa Sean Pennom
Nakon što je Madonna potpisala ugovor o izdavanju singlova sa Sireom, njezin debitantski singl "Everybody" objavljen 24. travnja 1982., postao je dance hit. U veljači 1983., prema riječima redatelja Sir Richard Attenborough, prijavila se na audiciju u Royal Theatre na Broadwayu za ulogu plesačice u filmskoj verziji A Chorus Line pod imenom Ciccone. Bila je odbijena. U isto vrijeme je radila na svom prvom albumu Madonna, za kojeg je za producenta Warner Bros. Records odabrala Reggiea Lucasa. Međutim, nije bila zadovoljna sa svim skladbama te joj se nisu svidjela sva Lucasova producentska rješenja i tehnike, pa je potražila dodatnu pomoć. Obratila se tadašnjem dečku Johnu "Jellybean" Benitezu, za pomoć oko završavanja albuma. Benitetz je obradio većinu pjesama na albumu i bio glavni producent na Madonninom trećem singlu "Holiday". Cijeli zvuk albuma je bio disonantan, to je bila verzija bržeg sintetskog diska, s novim tehnologijama poput novih bubnjeva i sintisajzera. Album je dospio na osmo mjesto Billboard 200, te je izbacio tri hit singla: "Holiday", "Borderline" i "Lucky Star".

"Bila sam vrlo iznenađena na reakciju ljudi na "Like a Virgin" jer kada sam napravila tu pjesmu, za mene je to bilo pjevanje o sasvim novom osjećaju a svi ostali su to protumačili kao 'Ne želim više biti djevica.' To uopće nije to što sam ja pjevala. 'Like a Virgin' je uvijek bio dvoznačan."

Polako su Madonnin izgled, ponašanje, odjevanje, izvedbe i glazbeni spotovi postajali nadahnuća mnogih mladih djevojaka i žena. Madonnin tipični izgled – čipkasti topovi, suknje preko capri hlača, čarape, nakit s kršćanskim križevima, višestruke narukvice i izblajhana kosa – je postao modni trend 1980-ih. Pravu svjetsku slavu Madonna dobiva kada izdaje drugi studijski album Like a Virgin (1984.). Album je dospio na prva mjesta u nekoliko država, među kojima i u Sjedinjenim Državama te postao Madonnin prvi album na vrhu američke liste. Uspjeh albuma je velikim djelom potpomognut istoimenom pjesmom koja je postala i prva Madonnina pjesma na vrhu Billboard Hot 100 i tamo se zadržala šest uzastopnih tjedana. Pjesmom je privukla pažnju nekih udruga koje su se žalile kako pjesma zajedno s pratećim videom promovira seks prije braka i umanjuje važnost obitelji, te moralista koji su tražili zabranu pjesme i videa. Dodatnu reakciju je Madonna izazvala kada je pjesmu izvela na prvoj dodjeli MTVjevih nagrada. Na pozornici se pojavila u vjenčanici i rukavicama na vrhu velike svadbene torte. Taj se nastup smatra povijesnim nastupom MTV-a. Kasnije je Madonna komentirala kako je bila prestravljena nastupom. Tako je rekla: "Sjećam se svog menadžera Freddyja kako viče na mene 'O moj Bože! Što si to napravila? Nosila si vjenačnicu. O moj Bože! Valjala si se po podu!' To je bila najhrabrija, najeklatantnija seksualna stvar koju sam napravila na televiziji."
Album je tada prodan u 12 milijuna primjeraka, od toga 8 u Sjedinjenim Državama. Danas je zaradio dijamantnu certifikaciju prema RIAA-i za 10 milijuna prodanih albuma u SAD-u, a u cijelom svijetu je prodan u više od 21 milijin primjeraka.
Madonna je 1985. ušla filmsku industriju, prvo se pojavivši u romantičnoj drami Vision Quest gdje je glumila barsku pjevačicu. Na soundtracku se nalazila Madonnina pjesma "Crazy for You" koja je bila drugi Madonnin broj 1 u Sjedinjenim Državama.  Također se pojavila u filmu Očajnički tražeći Susan i predstavila pjesmu "Into the Groove", njen prvi broj 1 na UK Singles Chart. Iako nije imala glavnu ulogu u filmu, film je nekako ostao prepoznatljiv upravo zbog Madonne. Zaradio je nominaciju za Cesar nagradu za "Najbolji strani film", a New York Times je proglasio film jednim od 10 najboljih te godine. Za vrijeme snimanja glazbenog videa za pjesmu "Material Girl", Madonna je počela vezu s Sean Pennom, i udala se za njega iste godine na dan kada je navršila 27 godina.
U travnju 1985. Madonna kreće na svoju prvu turneju po Sjevernoj Americi. Turneja se zvala The Virgin Tour, a predgrupa su bili Beastie Boys. Madonna je prokomentirala: " Cijela turneja je bila luda, jer sam pjevala sve od CBGB i Mudd Cluba pa do sportskih arena. Pjevala sam u malom kazalištu u Seattleu a djevojke su nosile lepršave suknje s tajicama, odsječene ispod koljena, te čipkaste rukavice, krunice oko vrata, rajfove u kosi i velike naušnice. Nakon Seattlea, svi koncerti su preseljeni u arene." U srpnju su časopisi Penthouse i Playboy objavili Madonnine gole slike koje su snimljenje još 1979 u New Yorku. Ona je tada pozirala fotografu jer je u to vrijeme trebala novac, a dobila je svega 25$. Objavljivanje fotografija je izazvalao medijsku buru, ali Madonna je ostala prkosna i nepokolebljiva. Fotografije su odmah prodane za 100,000$. Cijeli događaj je prokomentirala na ironičan način na Live Aidu kada je odbila skinuti jaknu jer "bi mediji mogli to iskoristiti protiv nje za deset godina".

### 1986. – 1991.:True Blue,Like a Prayeri Blond Ambition Tour
Madonna je 1986. izdala svoj treći studijski album True Blue koji je posvetila i za koji ju je inspirirao njezin tadašnji suprug Sean Penn. Glazbeni časopis Rolling Stone je bio impresioniran Madonninim djelom te su naglasili kako album zvuči "da je napisan iz srca". Album je izbacio tri broj 1 singla na Billboard Hot 100: "Live to Tell", "Papa Don't Preach" i "Open Your Heart", te još dva Top 5 singla: "True Blue" i "La Isla Bonita". Album se popeo na prva mjesta ljestvica u 28 zemalja svijeta, što je tada bio nezapamćeni pothvat. Prihvatila je ulogu u filmu Šangajsko iznenađenje, a cijeli film je dobio izrazito loše recenzije. Po prvi puta je glumila u kazalištu i to u Goose and Tom-Tom u režiji David Rabea. U oba projekta je glumila zajedno sa Sean Pennom. Sljedeće godine je izašao Madonnin drugi film, Tko je ta djevojka. Na soundtracku su se našle četiri Madonnine pjesme od kojih su Who's That Girl i "Causing a Commotion" dospjele na prvo, odnosno drugo mjesto američe ljestvice singlova. U srpnju 1987. krenula je na Who's That Girl World Tour. Osvrnuvši se na turneju, Madonna je izjavila: "Shvatila sam kako sam na početku bila neoblikovana glina, a s vremenom zahvaljujući pomoći nekih ljudi, postala sam nešto sasvim drugo. Ova turneja upravo to predstavlja i zato je naziv 'Who's That Girl'. Dakle, ta djevojka sam nova ja." Turneja je postavila nekoliko rekorda u broju prodanih karata, tako je u Parizu Madonna okupila 130.000 ljudi na jednom koncertu što je i danas ostao njezin najbrojniji koncert. Pred kraj godine izdaje remix album You Can Dance koji dospijeva na četrnaesto mjesto Billboard 200. U prosincu 1987. Madonna je zatražila razvod od Penna, a konačan razvod se dogodio u siječnju 1989., a za razloge je navela nepomirljive razlike dok se Madonnin odvjetnik usmjeravao na Pennove probleme s alkoholom i nasilnom prirodom. Madonna je nakanadno izjavila: "Bio je potpuno opsjednut mojom karijerom i nije bio spreman na velikodušnost niti na jedan način."

"Na albumu Like a Prayer sam se obračunavala sa stvarima koje su mi mnogo značile. To je bio skup mojih iskustava koje sam prošla u životu i vezama. Radi se o mojoj majci, ocu i mojim vezama s obitelji, o boli kod umiranja, o odrastanju i puštanju nekih stvari. Album je bio odraz mojih godine i bio je vrlo emotivan za mene... Album je odraz moj traženja po duši."

Početkom 1989. Madonna je potpisala ugovor s kompanijom Pepsi. Izdala je novu pjesmu "Like a Prayer" koja se našla u reklami za Pepsi, te snimila spot za pjesmu. Video je bio prepun kršćanskih simbola, od stigmata pa do gorućih križeva, i maštanja o vođenju ljubavi sa svecem što je poprilično razljutilo Vatikan koji je osudio taj video. Vjerske skupine su zaprijetile bojkotom Pepsi proizvoda i tražili su zabranu emitiranja videa. Kako su reklama za Pepsi i video spot za pjesmu bili vrlo slični, Pepsi nije mogao razuvjeriti publiku da njihova reklama nema neprimjerene sadržaje, te su raskinuli ugovor s Madonnom i promijenili reklamu. Pjesma je bila prvi singl s četvrtog studijskog albuma istog imena, Like a Prayer koji je nastao u suradnji s Patrick Leonardom i Stephen Brayom. Rolling Stone je napisao kako je to bio "vrhunac pop umjetnosti". Like a Prayer je bio još jedan broj 1 album na Billboard 200 te je do danas prodan u petnaest milijuna primjeraka, od toga više od 4 milijuna u Sjedinjenim Državama. S albuma je objavljeno šest singlova, uključujući "Like a Prayer" koji je dospio na prvo mjesto, te  "Express Yourself" i "Cherish" koji su dospjeli na drugo mjesto američke ljestvice singlova. Na kraju 1980-ih Madonnu je MTV, Billboard i Musician proglasio "izvođačem desetljeća".
Madonna 1990. glumila ulogu Breathless Mahoney u filmu Dick Tracey s Warrenom Beattyem u glavnoj ulozi. Uz film je objavila i soundtrack album I'm Breathless na kojem su se nalazile pjesme inspirirane filmom. Na albumu se našao i još jedan broj 1 hit "Vogue", te pjesma "Sooner or later" koja je 1991. dobila Oscara za najbolju pjesmu. Za vrijeme snimanja filma, započela je vezu s Beattyem koja je završila krajem 1990. U travnju 1990. kreće na svoju treću turneju Blond Ambition World Tour. Na ovoj turneji kao predgrupa pojavljuje se belgijski hip-house studijski sastav Technotronic koji 1989. odnosno 1990. godine debitiraju sa skladbama Pump up the jam i Get up (before the night is over). Osvrćući se na turneju, izjavila je: "Znam da nisam najbolja pjevačica, i znam da nisam najbolja plesačica. Ali jebeno mogu pomicati granice i biti provokativna koliko želim. Cilj turneje je bio razbiti nepotrebne tabue." Rolling Stone je turneju ocjenio kao "savršenstvo koreografije, seksualno provokativna ekstravaganca" i proglasio ju "najboljom turnejom 1990." Jednu od najvećih reakcija vjerskih skupina je bila na pjesmu "Like a Virgin" za čije vrijeme Madonna simulira masturbaciju. Papa je pozvao na bojkot koncerta. Madonnin odgovor je glasio: "Ja sam Amerikanka talijanskog podrijetla i ponosim se time... Turneja nikoga ne vrijeđa. Ona otvara razum i pomaže nam vidjeti seksualnost na različite načine. Na vlastite i na druge." te da Crkva "s potpunim neodobravanjem gleda na seks... osim za rađanje". Blond Ambition World Tour Live osvojio je 1992. Grammy nagradu za najbolji duži video.
The Immaculate Collection, Madonnina prva kompilacija najvećih hitova je objavljena u studenome 1990. Sadržavala je i dvije nove pjesme "Justify My Love" i "Rescue Me". Album je dobio dijamantnu certifikaciju prema RIAA-i, te je sveukupno album prodan u više od trideset milijuna primjeraka u cijelom svijetu, te je posato najprodavaniji kompilacijiski album samostalnog pjevača u povijesti. "Justify My Love" je bio još jedan Madonnin broj 1 u Sjedinjenim Državama i Top 10 singl u svijetu. U glazbenom videu za pjesmu se pojavljuju scene sadomazohizma, vezivanja, istospolnih poljubaca i golotinje. MTV je video proglasio previše eksplicitnim, te je zabranio emitiranje. Madonna je na to odgovorila: "Ne razumijem zašto su ljudi spremni pogledati film u kojem se netko raznese u komadiće bez ikakvog razloga, a nitko ne želi vidjeti dvije djevojke kako se ljube ili dva muškarca kako se maze?... MTV je bio zaista dobar prema meni, i oni znaju svoju publiku. Ako je to previše za njih, razumijem to. Iako, pola mene je mislilo kako će ovo moje ipak proći." Drugi singl, "Rescue Me", je postao singl s najvećom debitirajućom pozicijom u povijesti ženskih izvođača na Hot 100 ljestvici, debitirajući na petnaestom mjestu i dospjevši na deveto mjesto. U prosincu 1990. Madonna odlučuje napustiti film Helenina kutija bez ikakvog objašnjena producentima, iako je prethodno pristala na snimanje. U to vrijeme je imala i osmomjesečnu vezu s reperom Vanilla Iceom, koju su prekinuli zbog objavljivanja Madonnine knjige Sex. Sredinom 1991. objavljuje svoj prvi dokumentarni film Truth or Dare (poznat kao In Bed with Madonna izvan Sjeverne Amerike) koji kronološki prati Madonninu Blond Ambition Tour.

### 1992. – 1997.: Maverick,Sex,Erotica,Bedtime Storiesi Evita
Madonna se 1992. pojavljuje u filmu Njihova liga u ulozi Mea Mordabito, bejzbolašice u ženskom timu. Za film je snimila pjesmu "This Used to Be My Playground", koja postaje njezin deseti broj jedan na Hot 100 ljestvici. Iste godine osniva svoju tvrtku Mavarick, koja se sastojala od diskografske kuće (Maverick Records), filmske kompanije (Maverick Films), te pridružene kuće u oglašavanju glazbe, filmova i knjiga. U ovaj pothvat je ušla zajedno s Tim Warnerom koji je Madonni unaprijed platio 60 milijuna $. Madonna je dobila dvadeset posto prihoda od zarade, što je bilo među najvećim postotcima u povijesti glazbene industrije. Jednako toliko je dobio i Michael Jackson s kućom Sony u ugovoru potpisanom godinu dana prije. Prvo objavljivanje iz nove kuće je bila njezina kontroverzna knjiga Sex, koja je sadržavala seksualne provokativne i eksplicitne fotografije koje je snimio Steven Meisel. Knjiga je izazvala oštre reakcije medija i publike, ali je u nekoliko dana prodana u 1.5 milijuna primjeraka po cijeni od 50$ po komadu. U isto vrijeme izdaje i peti studijski album Erotica koji debitira na drugom mjestu Billboard 200. Istoimeni najavni singl dopsjeva na treće mjesto Hot 100 ljestvice. S albuma izdaje još pet singlova: "Deeper and Deeper", "Bad Girl", "Fever", "Rain" i "Bye Bye Baby". Nastavlja s provokativnim izdanjima, te snima erotski triler Njeno je tijelo dokaz u kojem snima scene sadomazohizma i robovanja. Film je bio izvrgnut kritikama. Također snima film Opasna igra koji je objavljen u Sjevernoj Americi. The New York Times je opisao film "srdit i bolan, a bol se čini stvarnom". U rujnu 1993. započinje The Girlie Show World Tour gdje se pojavljuje kao domina u sadomazohističkoj odjeći s bičem okružena golim plesačima. Koncert je primio izrazito negativnu reakciju u Puerto Ricu gdje je za vrijeme koncerta trljala međunožje nacionalnom zastavom. U ožujku 1994. gostuje kod Davida Lettermana u njegovu talk-showu, koji ju je najavio kao "jednu od najvećih zvijezda svijeta". Razgovor je ostao upamćen po Madonninom stalnom izgovaranju riječi "fuck", kao i po tome što je Madonna pitala Lettermana da joj pomiriši gaćice koje mu je poklonila. Izdavanje seksualno eskplicitnih fimova, albuma i knjige, te gostovanje kod Lettermana su stavili Madonnu na mjesto seksualnog odmetnika. Dobila je izrazito negativne komentare kritičara ali i fanova, koji su bili suglasni u jednome – "otišla je predaleko", te su svi predviđali kraj njezine karijere.
Prema riječima J. Randy Taraborrellia, balada "I'll Remember" iz 1994. je bila pokušaj ublaživanja slike koju je Madonna stvorila o sebi. Pjesma je snimljena za film Životna škola Alek Keshishiana. Puno blaži nastup je imala kada se s Lettermanom pojavila na dodjeli nagrada i u gostovanju kod Jayja Lena kada je shvatila kako mora promijeniti glazbeni smjer kako bi održala svoju popularnost. Objavljivanjem šestog studijskog albuma Bedtime Stories, Madonna je uspjela ublažiti sliku o sebi i povezati se s publikom. Album je debitirao na trećem mjestu Billboard 200 te izbacio četiri singla, od kojih je prvi "Secret" dospio na treće mjesto, a drugi "Take a Bow" proveo sedam uzastopnih tjedana na prvom mjestu američke ljestvice singlova, najduže od ijednog drugog Madonninog singla. U isto vrijeme započinje vezu sa svojim osobnim fitness trenerom Carlosom Leonom. Something to Remember, kolekcija balada, objavljena je u studenome 1995. Na albumu se se našle i tri nove pjesme: "You'll See", "One More Chance", i obrada Marvin Gayeve pjesme "I Want You". Puno kasnije je Madonna komentirala kako su joj jako dragi albumi između Like a Prayer i Something to Remember, iako "sam svjesna da je to bio vrlo težak period za mene".
Sljedeće godine je počelo snimanje filma Evita u kojem je dobila ulogu Eve Peron. Dugo vremena je Madonna imala želju zaigrati Evu Peron i čak je pisala redatelju Alanu Parkeru objašnjavajući mu kako bi ona bila savršena za tu ulogu. Madonna je komentirala: "Ovo je uloga za koju sam rođena. Stavila sam se cijela u to jer je za mene to više od uloge u filmu. Istovremeno sam bila uzbuđena i prestrašena... I ponosnija sam na Evitu više od ičega što sam napravila." Nakon što je dobila ulogu, krenula je na sate pjevanja te je počela proučavati povijest Argentine i Perona. Tijekom snimanja je osjećala slabost komentirajući: "Intenzitet snimanja scena i obujam emotovnog posla i koncentracije koja je potrebna za ovo su toliko mentalno i fizički iscrpljujući da sam sigurna da ću nakon snimanja biti u nekoj ustanovi." Zatim je na samom snimanju otkrila da je trudna, što joj je dodatno otežalo snimanje. U filmu je korišteno skoro 6000 kostima. Madonna je tako zaradila mjesto u Guinnessovoj kjizi rekorda za najviše izmijenjenih kostima u filmu. Nakon izlaska, film je dobio samo pohvale od kritičara. Zach Conner iz časopisa Time je komentirao: "S olašanjem mogu reći da je Evita jako dobra, dobra postava i dobra vizualizacija. Madonna je opet zbunila naša očekivanja. Igra Evitu tako dirljivo i ima puno više nego samo status zvijezde. Voljeli Madonnu ili ne, ona je magnet za oči." Madonna je osvojila Zlatni globus za najbolju glumicu u komediji ili mjuziklu. Objavila je tri singla s Evita soundtracka, uključujući Oscarom nagrađenu pjesmu "You Must Love Me" za najbolju pjesmu, te "Don't Cry for Me Argentina". Madonna je 14. listopada 1996. rodila svoju kćerku Lourdes Maria Ciccone Leon.

### 1997. – 2002.:Ray of Light,Music, drugi brak i Drowned World Tour
Nakon rođenja kćeri, Madonna se okrenula prema istočnjačkom misticizmu i Kabali. Sedmi studijski album, Ray of Light je bio odraz tih promjena i velika promjena Madonnine slike i zvuka. Dobio je izvrsne reakcije kritičara, pa je tako Slant Magazine album nazvao "jednim od najvećih pop remek dijela 90-ih". Nagrađen je i s četiri Grammy nagrade i uvršten na popis časopisa Rolling Stone kao jedan od 500 najboljih albuma u povijesti. Album se popeo na prva mjesta ljestvica u Australiji, Kanadi, UK i većini europskih zemalja, dok je u Sjedinjenim Državama debitirao na drugom mjestu Billboard 200. Do prve pozcije ga je omeo soundtrack za film Titanic, a sveukupno je album prodan u više od 20 milijuna primjeraka. Prvi singl s albuma, "Frozen", je postao prvi Madonnin singl koji je debitirao na prvom mjestu britanske ljestvice, dok je u Sjedinjenim Državama bio Madonnin šesti broj dva, što je najviše od svih izvođača. U Belgiji je pjesma proglašena plagijatom pjesme Salvatorea Acquavivae "Ma Vie Fout L'camp" iz 1993., a album je povučen iz prodavaonica. Drugi singl s albuma, "Ray of Light", debitirao je na petom mjestu Hot 100 ljestvice i korišten je u reklami za Windows XP. Madonna završava svoju vezu s Carlosom Leonom u prosincu 1998. uz izjavu da su "bolji prijatelji". S albuma izdaje još tri singla. Uspjeh albuma je nastavila snimanjem pjesme "Beautiful Stranger" za film Austin Powers: Špijun koji me hvatao. Pjesma je dospjela na devetnaesto mjesto Hot 100 ljestvice i osvojila Grammy za "najbolju pjesmu iz filma".
Madonna je 2000. dobila ulogu u filmu Neka druga ljubav. Za film je napisala dvije nove pjesme: "Time Stood Still" i obradila veliki hit Don McLeana "American Pie". Iste godine u rujnu izdaje osmi studijski album Music koji se popeo na vrh 20 ljestvica diljem svijeta uključujući i Billboard 200 ljestvicu. Album je prodan u četiri milijuna primjeraka u samo desetak dana. S albuma su izašla 3 singla: dvanaesti broj 1 na Billboard Hot 100 – "Music", "Don't Tell Me" i "What It Feels Like for a Girl". Video spot za posljednju pjesmu je bio zabranjen na MTV-u i VH1 zbog scena nasilja. Madonna ulazi u novu vezu s Guyem Ritchiem, kojega je upoznala još 1999. 11. kolovoza 2000. je rodila sina Rocca, a pred kraj godine su se vjenčali u Škotskoj.
Nakon duge pauze od zadnje turneje iz 1993., Madonna je 2001. krenula na svoju petu koncertnu turneju, Drowned World Tour. Turneja je obišla gradove Sj. Amerike i Europe. Turneja je postala jedna od najunosnijih turneja te godine sa zaradom od 75 milijuna $ s 47 rasprodanih koncerata. Izdala je i drugu kompilaciju najvećih hitova GHV2 koja je dospjela na sedmo mjesto Billboard 200, te DVD izdanje sa snimkom posljednje turneje. Glumila je u filmu svog supruga Valovi sudbine. Film je bio veliki neuspjeh i izvrgnut kritikama. Kasnije te godine je snimila naslovnu pjesmu za film o James Bondu – "Die Another Day", te je imala i manju ulogu u filmu. Pjesma je dospjela na osmo mjesto Billboard Hot 100, te je bila nominirana i za Zlatni Globus za "najbolju pjesmu" i za Zlatnu malinu za "najgoru pjesmu".

### 2003. – 2006.:American Life,Confessions on a Dance Floori posvajanje djeteta
Madonna je surađivala s fotografom Stevenom Kleinom za izložbu zvanu X-STaTIC Pro=CeSS. Uključivala je fotografije slikane za W Magazine i sedam video snimki. Izložba je bila prikazivana u jednoj galeriji New Yorka i to od ožujka pa do svibnja 2003., a nakon toga je putovala svijetom. Madonna izdaje svoj deveti studijski album American Life. Kao glavna tema se proteže američko društvo, novac, slava. Album je dobio različite kritike. Iako je album dospio na prvo mjesto Billboard 200 ljestvice, najavni singl je dospio na 37. mjesto Hot 100 ljestvice. Prvotni glazbeni video je odmah po izdanju povučen jer je sadržavao scene nasilja i rata, što bi se pokazalo nepatriotskim s obzirom na to da su Sjedinjene Države u to vrijeme ratovale u Iraku. Ostali singlovi nisu ušli na Hot 100 ljestvicu. Album je prodan u 4 milijuna primjeraka, što je njezin najslabije prodavan album. Kasnije te iste godine je Madonna pjesmu "Hollywood" izvela na dodjeli MTV-jevih nagrada s Britney Spears, Christinom Aguilerom i Missy Elliott. Madonna je za vrijeme nastupa poljubila Spears i Aguileru, pa je to izazvalo veliko zanimanje medija. Madonna je i bila gost na Spearsinom singlu "Me Against the Music". Na kraju godine izdaje remix EP Remixed & Revisited s rock obradom pjesma s American Life albuma i pjesmom "Your Honesty" koja je izvorno bila napisana za Bedtime Stories. Madonna potpisuje ugovor s 'Callaway Artist & Entertainment' o izdanju pet knjiga, te da će prva imati naslov The English Roses. Priča je to o četiti engleske učenice i njihovoj međusobnoj zavisti i ljubomori. Knjiga je dospjela na vrh The New York Times Best Seller liste.
Sljedeće su godine Madonna i Maverick tužili Warner Music Group i bivšu nadređenu kompaniju Tima Warnera, te su tvrdili da su loše gospodarenje izvorima i knjigovodstvo stajali kompaniju milijune dolara. Zauzvrat je Warner podigao kontra tužbu u kojoj su tvrdili da je Maverick izgubio deset milijuna dolara. Parnica je riješena kada su Maverickove dionice, koje su do tada bile u vlasništvu Madonne i Ronnieja Dasheva, prodane Warneru. Iako je sada Maverick bio u potpunom vlasništvu Warner Music, Madonna je i dalje imala zaseban ugovor s Warnerom. Sredinom 2004. kreće na Re-Invention World Tour i obilazi SAD, Kanadu i Europu. Sa zaradom od 125 milijuna $, turneja je postala najunosnijom turnejom 2004. godine. Napravila je i dokumentarni film o turneji nazvan I'm Going to Tell You a Secret. Časopis Rolling Stone na svom popisu 100 najvećih umjetnika svih vremena, stavlja Madonnu na 36. mjesto. U siječnju 2005., Madonna izvodi pjesmu "Imagine", obradu velikog hita John Lennona, žrtvama cunamija 2004. Nastupa i na dobrotvornom kocertu Live 8 u Londonu. U studenome 2005. izdaje deseti studijski album Confessions on a Dance Floor, koji je debitirao na prvim mjestima ljestvica na svim većim tržištima. Keith Caulfield iz časopisa Billboard komentirao je da je album "povratak forme Kraljice Popa". Album osvaja nagradu Grammy za "najbolji dance/elektronski album". Prvi singl s albuma, "Hung Up", je dospio na prvo mjesto ljestvica u rekordnih 46 zemalja što mu je osiguralo mjesto u Guinnessovoj knjizi rekorda. "Sorry", drugi singl s albuma, postaje Madonnin dvanaesti broj jedan u UK-u.
Sredinom 2006., modna kuća H&M je potpisala ugovor s Madonnom da im ona bude model u cijelom svijetu. Zatim izlazi cijela linija odjeće nazvana M by Madonna. U svibnju 2006. započinje Confessions Tour. Turneju je vidjelo 1,2 milijuna fanova, a zaradila je 195 milijuna $ i postala najunosnija turneja jednog solo izvođača u povijesti. Turneja je ostala zapamćena po vjerskim simbolima i po nastupu za pjesmu "Live to Tell" u kojem se pojavljuje razapeta na križu, te po snažnim prosvjedima svih vjeroispovjesti, posebno Ruske Pravoslavne Crkve i židovske zajednice u Rusiji. Dok je bila na turneji, putovala u je u Malavi zbog pomoći te je osnovala sirotište u sklopu inicijative Raising Malawi. 10. listopada 2006. je predala zahtjev o posvajanju za dječaka David Banda Mwale iz sirotišta. Preimenovan je u David Banda Mwale Ciccone Ritchie. Posvajanje je izazvalao veliku reakciju jer zakon u Malaviju nalaže boravak budućeg roditelja godinu dana u Malaviju prije nego što ga posvoji. Madonna je gostovala u The Oprah Winfrey Show i rekla kako u toj zemlji nema dobro napisanog zakona i da je dječak bolovao od upale pluća nakon što je prebolio malariju i tuberkulozu. U obranu Madonne je istupio i još jedan veliki humanitarac, Bono rekavši da bi trebali pljeskati Madonni na pomoći tom djetetu. Biološki otac dječaka navodno nije razumio taj cijeli slučaj posvajanja pa su tu nastali problemi oko završavanja cijelog slučaja. Na kraju se slučaj završio 28. svibnja 2008.

### 2007–2009: Live Nation,Hard Candyi Sticky & Sweet Tour
U svibnju 2007. Madonna izdaje novu pjesmu "Hey You" koju je napisala za humanitarne koncerte Live Earth, a ona je nastupila u Londonu. Pjesma je bila dostupna samo u digitalnom obliku. Najavila je odlazak iz Warner Bros. Recordsa i predstavila novi ugovor vrijedan 120 milijuna $ dolara s Live Nationom na 10 godina. Iste godine Rock and Roll Hall of Fame objavljuje Madonnino primanje u taj muzej. Ceremonija ulaska se zbila 10. ožujka 2008. Snima i objavljuje svoj dokumentarni film I Am Because We Are o problemima u afričkoj državi Malavi. Po prvi put je preuzela i redateljsku palicu za svoj film Filth and Wisdom. Film je primio razne kritike.
Madonna izdaje svoj jedanaesti studijski album Hard Candy u travnju 2008. Album je debitirao na 1. mjestu u 37 država (uključujući Sjedinjene Države i Ujedinjeno Kraljevstvo) što je još jedan svjetski rekord. Album je dobio pozitivne kritike iako su neki zamjerali usmjeravanje na urbano tržište. Najavni singl "4 Minutes" je postao planetarno popularni hit. I dok je u velikoj većini zemalja dospio na 1. mjesto ljestvica, na Billboardovoj Hot 100 ljestvici je dospio do 3. pozicije i zaradio dvostruku platinastu certifikaciju (ovo je Madonnin drugi singl nakon "Vogue" kojemu je to uspjelo). Ujedno, to je bio i 37. Madonnin Top 10 na toj ljestvici, najviše u povijesti, preskočivši Elvis Presleya. U Ujedinjenom Kraljevstu je postala ženski izvođač s najviše brojeva 1, njih 13. Za promociju albuma, Madonna je krenula na Sticky & Sweet Tour. Turneja je zaradila 280 milijuna $ i srušila rekord njene prošle turneje koja do tada držala naslov najunosnije turneje solo izvođača. U siječnju 2009. je najavila nastavak turneje po Europi u gradovima gdje nije bila. Turneja je završena u rujnu 2009. sa sveukupnom zaradom od 408 milijuna $ i osim naslova najunosnije turneje solo izvođača, postala je druga najunosnija turneja u povijesti.
Madonnin brat Christopher Ciccone u srpnju 2008. izdaje knjigu Life With My Sister Madonna (Život s mojom sestrom Madonnom). Knjiga je debitirala na 2. mjestu New York Times Best Seller List. Madonna nije autorizirala knjigu, koja je dovela i do velike svađe među njima. Madonna se razvela od Guya Ritchiea u listopadu 2008. Započela je još jedno posvajanje curice iz Malavija koje je bilo odbijeno jer Madonna nije stanovnik Malavija, ali je odluka promjenjana na državnom visokom sudu. 12. lipnja 2009. je sud dodijelio djevojčicu Mercy James Madonni.
U lipnju 2009. Forbes Magazine ju imenuje 3. najutjecajnijom ženom 2009. godine. U rujnu 2009. izdaje treću kompilaciju najvećih hitova Celebration, ujedno i posljednji njezin album pod Warner Brosom. Uz album na kojemu se nalaze 34 stara hita iz cijele karijere, izdaje i dvije nove pjesme "Celebration" i "Revolver". Album je debitirao na prvom mjestu britanske ljestvice i time izjednačio Madonnin rezultat od 11 broj 1 albuma s Elvis Presleyom.  Na dodjeli MTV-jevih nagrada 13. rujna 2009. je održala govor u spomen na Michael Jacksona.

### 2010-danas:W.E.,MDNA, Super Bowl i ostali projekti
Madonna izvodi "Like a Prayer" 22. siječnja 2010. na humanitarnom koncertu Hope for Haiti Now za žrtve potresa na Haitiju. U travnju objavljuje treći live album, Sticky & Sweet Tour. To je Madonnino prvo izdanje pod novim ugovorom s Live Nationom, ali je distribuirano pod starom diskografskom kućom, Warner Bros. Recordsom. Madonna je dodijelila prava američkoj TV seriji Glee da naprave epizodu s njezinom glazbom. Nakon što je pogledala epizodu koja je nazvana "The Power of Madonna", izjavila je kako je epizoda "briljantna". Epizoda je primila i pozitivne komentare kritičara. Ken Tucker iz Entertainment Weekly ju je nazvao "najboljim televizijskim satom u cijeloj godini", te da je to uistinu "veliki kompliment Madonni". Objavljen je i EP s glazbom iz epizode s osam obrađenih Madonninih pjesama, te je debitirao na prvom mjestu Billboard 200.
Madonna je pokrenula i modni brend Material Girl s odjećom, zajedno sa svojom kćerkom Lourdes. Inspiraciju je pronašla u vlastitom punk stilu iz 80-ih, a brend je dospio pod Macy's. Također je otvorila i niz fitness centara po svijetu koji su nazvani Hard Candy Fitness. Teretane su nastale u partnerstvu između Madonne, njezinog menadžera Guy Osearya i Marka Mastrova, osnivača '24 Hour Fitness' najvećeg svjetskog lanca teretana. Prva od teretana je otvorena u Mexico Cityu u studenome 2010., jer je Madonna vjerovala da je to "veliki test tržišta prije nego što se teretane prošire po svijetu". U studenome 2011., Madonna i MG Icon su najavili osnivanje drugog modnog brenda nazvanog Truth or Dare by Madonna koji uključuje obuću, donje rublje i modne dodatke. I ovaj brend je u partnerstu s Macy's. Madonna je režirala svoj drugi film, W.E., autobiografski film o ljubavnoj aferi između kralja Edwarda VIII. i Wallis Simpson. Film je premijeru doživio na Venecijanskom filmskom festivalu 2011., gdje je dobio raznolike komentare. Kritičari su uglavnom podijelili negativne komentare. Za film je napisala i pjesmu "Masterpiece" koja je dobila Zlatni globus za najbolju pjesmu.
Madonna je u veljači 2012. nastupila na 46. Super Bowlu. Surađivala je s Cirque Du Soleil i Jamie Kingom, a kao gosti na pozornici su se pojavili LMFAO, Nicki Minaj, M.I.A. i Cee Lo Green. To je postalo najgledanije poluvrijeme u povijesti s 114 milijuna gledatelja, čak više i od same utakmice. zatim je otkriveno kako je Madonna potpisala ugovor o tri albuma s Interscope Recordsom, koji će surađivati s Live Nationom. U ožujku 2012. je objavila dvanaesti studijski album MDNA. Obnovila je suradnju s Williamom Orbitom, a radila je i mnoštvo ostalih producenata poput Martina Solveiga, The Demolition Crew, Benny Benassia, Alle Benassia, Indiigo i Michael Maliha. Album je primio uglavnom pozitivne komentare kritičara. Priya Elan iz NME je MDNA nazvala "smiješnim ugodnim neredom", navodeći za razloge "psihotične, soul-bearing stvari" kao "jedne od korjenitih stvari koje je ikada učinila." Album je debitirao na prvom mjestu Billboard 200 i mnogim ostalim zemljama svijeta. Tako je Madonna pretekla Elvisa Presleyja po broju 1 albuma u Ujedinjenom Kraljevstvu. Najavni singl, "Give Me All Your Luvin'", koji ugošćuje Nicki Minaj i M.I.A., je dodatno učvrstio Madonnin rekord umjetnika s najviše Top 10 singlova na Billboard Hot 100.
Promocija albuma je nastavljena s MDNA Tour koja je započela u svibnju 2012. u Tel Avivu. Madonna je izjavila kako je to bio "koncert za mir". Oko šest stotina karata je ponudila različitim izraelskim i palestinskim grupama, ali su je odbili Anarchists Against the Wall i Sheikh Jarrah Solidarity. Jedan aktivist je izjavio: "nitko ne priča o demontiranju privilegiranog režima i kraju okupacije. Svi govore o miru u nekom filozofskom smislu, bez povezanosti sa stvarima koje se događaju na terenu, i ovaj koncert ide u tom smjeru." Ponudu su prihvatili Palestinian-Israeli Peace NGO Forum. Turneja je proglašena naunosnijom turejom 2012. godine prema časopisu Billboard sa zarađenih 305.2 milijuna $ s 88 rasprodanih koncerata. Madonna je bila i kritizirana zbog nastupa na Ultra Music festivalu u Miamiju kada je na pozornici zbog osvrtanja na upotrebu droge. U prosincu 2012. je objavljeno da je Madonnina organizacija Raising Malawi izgradila deset škola za 4,871 djece na različitim lokacijama u Malaviju. Poslije je odbačena ideja o gradnji škola samo za djevojčice. Umjesto toga, škole će pomoći svoj djeci, te je projekt završen u roku od dvanaest mjeseci, šest mjeseci prije roka.

## Glazbeni stil
Madonnina glazba je uvijek prolazila provjere i različite ocjene među glazbenim kritičarima. Robert M. Grant, autor Contemporary Strategy Analysis (2005.), komentirao je da "Madonni uspjeh nije donio prirodan talent. Kao vokal, glazbenica, plesačica, tekstopisac ili glumica, Madonnin talent je skroman". Tvrdi da Madonnin uspjeh leži u talentu drugih, te da su joj brojne veze poslužile kao temelj za brojne promjene imidža i stilova zaslužnih za dugačku karijeru. Isto tako, Rolling Stone govori da je Madonna "poseban tekstopisac s darom za privlačenje ljudi i s neizbrisivim tekstovima, i bolji studijski pjevač od njezinih kolegica." Nazivali su je savršenim pjevačem za pjesme koje su "lakše od zraka" s obzirom na manjak pjevačkog talenta. Madonna je oduvijek bila samosvjesna o svojim vokalnim sposobnostima, posebice u usporedbi s njezinim vokalnim idolima poput Elle Fitzgerald, Princea i Chaka Khana.
Izdavanjem debitantskog albuma, najavljen je njezin dolazak, ali joj vokalne sposobnosti nisu bile formirane do kraja kao umjetniku. Vokalni stil i tekstovi su bili slični drugim pop pjevačicama kao što su Paula Abdul, Debbie Gibson i Taylor Dayne. Pjesme s albuma Madonna su iznijele nekoliko ključnih trendova koji su nastavili definirati njezin uspjeh, a uključivale su plesne dionice, hvatljive aranžmane i Madonnin vokalni stil. Pjesmama "Lucky Star" i "Borderline" je predstavila novi upbeat dance stil koji će se pokazati posebno privlačan za buduću gay publiku. Svijetli, djevojački vokal u ranim godinama mijenja zrelijim. Madonnin drugi album, Like a Virgin (1984), nagovještava nekoliko novih trendova u kasnijem radu, što uključuje klasična djela (uvod picikato sintisajzera u pjesmi "Angel"), potencijalne negativne komentare različitih društvenih grupa ("Dress You Up" je stavljena na popis neprikladnih pjesama prema američkoj organizaciji Parents Music Resource Center) i retro stilove ("Shoo-Bee-Doo", Madonnino sjećanje na staru diskografsku kuću Motown). Najbolji primjer promjene iz ranog stila u novi je pjesma "Material Girl". Započinje tako što Madonna koristi glas male curice, ali za vrijeme refrena koristi puniji i bogatiji glas. Zatim slijedi puno zreliji True Blue (1986.). "Papa Don’t Preach" je bila ključna prekretnica u njezinoj glazbenoj karijeri. Klasični uvod, brzi ritam i ozbiljnost glasa su bili besprimjerni u tadašnjem Madonninom opusu.
S novim albumom, Like a Prayer, Madonna započinje novu fazu. Izdaje potpuno iskreni album koji je odražavao njezine misli o propalom braku sa Seanom Pennom i njezinoj samoći. Madonna je komentirala kako je album vrlo emotivan i da je morala tražiti po svojoj duši kako bi pronašla prave osjećaje. Album je uključivao različite žanrove poput dancea, R&B-a, gospela. Njezina veza s Pennom i roditeljima su se odrazili na težinu tekstova. Madonna je nastavila stvarati balade i brze pjesme za albume Erotica (1992.) i Bedtime Stories (1994.). Željela je ostati suvremena koristeći neke druge pjesme, rap glazbu, bubnjeve i hip hop. Glas joj se podigao na višu razinu, što se najbolje vidjelo u pjesmama "Rain" i "Take a Bow". Za vrijeme snimanja filma Evita, pohađala je satove pjevanja koji su joj još povećali vokalni doseg. Tada je Madonna izjavila: "Pohađala sam sate pjevanja i shvatila sam da koristim samo pola svog glasa". Prije sam misila da imam ograničeni doseg. Nastavljajući svoju glazbenu evoluciju s albumom Ray of Light, pjesma "Frozen" je prikazala potpuno formiran snažan glas i nagovjetaj klasične glazbe. Vokal joj je bio suzdržan i pjesme s albuma je pjevala bez vibrata. Međutim, udah zraka za vrijeme pjevanja je postao više izražen. S novim milenijem, dolazi album Music. Od toga albuma, Madonna je pjevala normalnim glasom u srednjem rasponu, te ponekad pjevala više u refrenima. Fouz-Hernández je komentirao: "Kroz cijelu svoju karijeru, Madonnina manipulacija njezinim glasom nam dokazuje da, odbijajući biti definirana na jedan način, nam to otvara vrata za nove načine glazbene analize".

## Diskografija
- Madonna (1983.)
- Like a Virgin (1984.)
- True Blue (1986.)
- Like a Prayer (1989.)
- Erotica (1992.)
- Bedtime Stories (1994.)
- Ray of Light (1998.)
- Music (2000.)
- American Life (2003.)
- Confessions on a Dance Floor (2005.)
- Hard Candy (2008.)
- MDNA (2012.)
- Rebel Heart (2015.)
- Madame X (2019.)

## Turneje
- The Virgin Tour (1985.)
- Who's That Girl World Tour (1987.)
- Blond Ambition World Tour (1990.)
- The Girlie Show World Tour (1993.)
- Drowned World Tour (2001.)
- Re-Invention World Tour (2004.)
- Confessions Tour (2006.)
- Sticky & Sweet Tour (2008–09.)
- MDNA Tour (2012.)
- Rebel Heart Tour (2015-16.)

## Poveznice
- Madonnina filmografija
- Madonnina bibliografija

## Vanjske poveznice
- Madonna – službene web-stranice
- IMDb
- Allmusic
- Allmovie
- IBDB